# 월계동 (서울)
월계동(月溪洞)은 서울특별시 노원구에 속해 있는 동으로, 면적은 4.27km2, 인구는 2008년 기준으로 9만 4657명이다.

## 교통

### 지하철
- 월계역(수도권 전철 1호선)
- 광운대역(수도권 전철 1호선, 수도권 전철 경춘선)
- 석계역(수도권 전철 1호선, 서울 지하철 6호선)
- 녹천역(수도권 전철 1호선)

## 교육

### 초등학교
- 녹천초등학교
- 서울선곡초등학교
- 서울연지초등학교
- 서울월계초등학교
- 서울한천초등학교
- 서울신계초등학교

### 중학교
- 광운중학교
- 녹천중학교
- 월계중학교
- 신창중학교
- 염광중학교

### 고등학교
- 광운전자공업고등학교
- 염광고등학교
- 염광여자메디텍고등학교
- 월계고등학교
- 인덕공업고등학교

### 대학교
- 광운대학교
- 인덕대학교

## 아파트
| 단지명              | 건설사                     | 시행사                                      | 주소                    | 입주        | 비고                        |
| ------------------- | -------------------------- | ------------------------------------------- | ----------------------- | ----------- | --------------------------- |
| 월계현대            | 현대산업개발               | 현대산업개발㈜                              | 노원구 석계로 49        | 2000년 11월 |                             |
| 월계센트럴 아이파크 | 현대산업개발               | 월계2구역 주택재건축정비사업조합            | 노원구 초안산로2라길 26 | 2020년 1월  | 월계2구역 (인덕마을) 재건축 |
| 서울원 아이파크     | 현대산업개발               | 현대산업개발㈜                              |                         |             |                             |
| 월계 롯데캐슬 루나  | 롯데건설                   | 월계라이프 주택재건축정비사업조합           | 노원구 월계로45길 21    | 2006년 11월 | 월계라이프 재건축           |
| 월계 풍림아이원     | 풍림산업                   | ㈜지인개발                                  | 노원구 화랑로47길 38    | 2005년 12월 |                             |
| 한진한화 그랑빌     | 한화㈜ 건설부문 한진중공업 | 월계시영(저층)아파트 주택재건축정비사업조합 | 노원구 마들로 31        | 2002년 10월 | 월계시영(저층) 재건축       |
| 초안산 쌍용스윗닷홈 | 쌍용건설                   |                                             | 노원구 덕릉로60길 222   | 2006년 3월  |                             |
| 월계 흥화브라운빌   | ㈜흥화공업                 | ㈜흥화공업                                  | 노원구 우이천로2나길 14 | 2004년 9월  |                             |
| 초안 2단지          | ㈜삼익건설                 | 서울주택도시공사                            | 노원구 우이천로 102     | 1997년 11월 |                             |
| 초안 1단지          | ㈜삼익건설                 | 서울주택도시공사                            | 노원구 덕릉로60길 185   | 1998년 4월  |                             |
| 청백 4단지          | ㈜태영                     | 서울주택도시공사                            | 노원구 월계로45가길 94  | 1998년 8월  |                             |
| 청백 3단지          | ㈜기산 ㈜태영              | 서울주택도시공사                            | 노원구 월계로45가길 89  | 1998년 8월  |                             |
| 청백 1단지          | 성원건설                   | 서울주택도시공사                            | 노원구 초안산로 89      | 1998년 7월  |                             |
| 사슴 4단지          | 성원건설                   | 서울주택도시공사                            | 노원구 마들로3길 37     | 1995년 6월  |                             |
| 사슴 1단지          | ㈜삼익건설                 | 서울주택도시공사                            |                         | 1995년 6월  |                             |
| 사슴 3단지          | ㈜기산                     | 서울주택도시공사                            | 노원구 월계로55길 15    | 1995년 6월  |                             |
| 사슴 2단지          | ㈜기산                     | 서울주택도시공사                            | 노원구 월계로55길 16    | 1995년 6월  |                             |

## 같이 보기
- 대한민국의 행정 구역